# Mausolée Sidi Bou Makhlouf

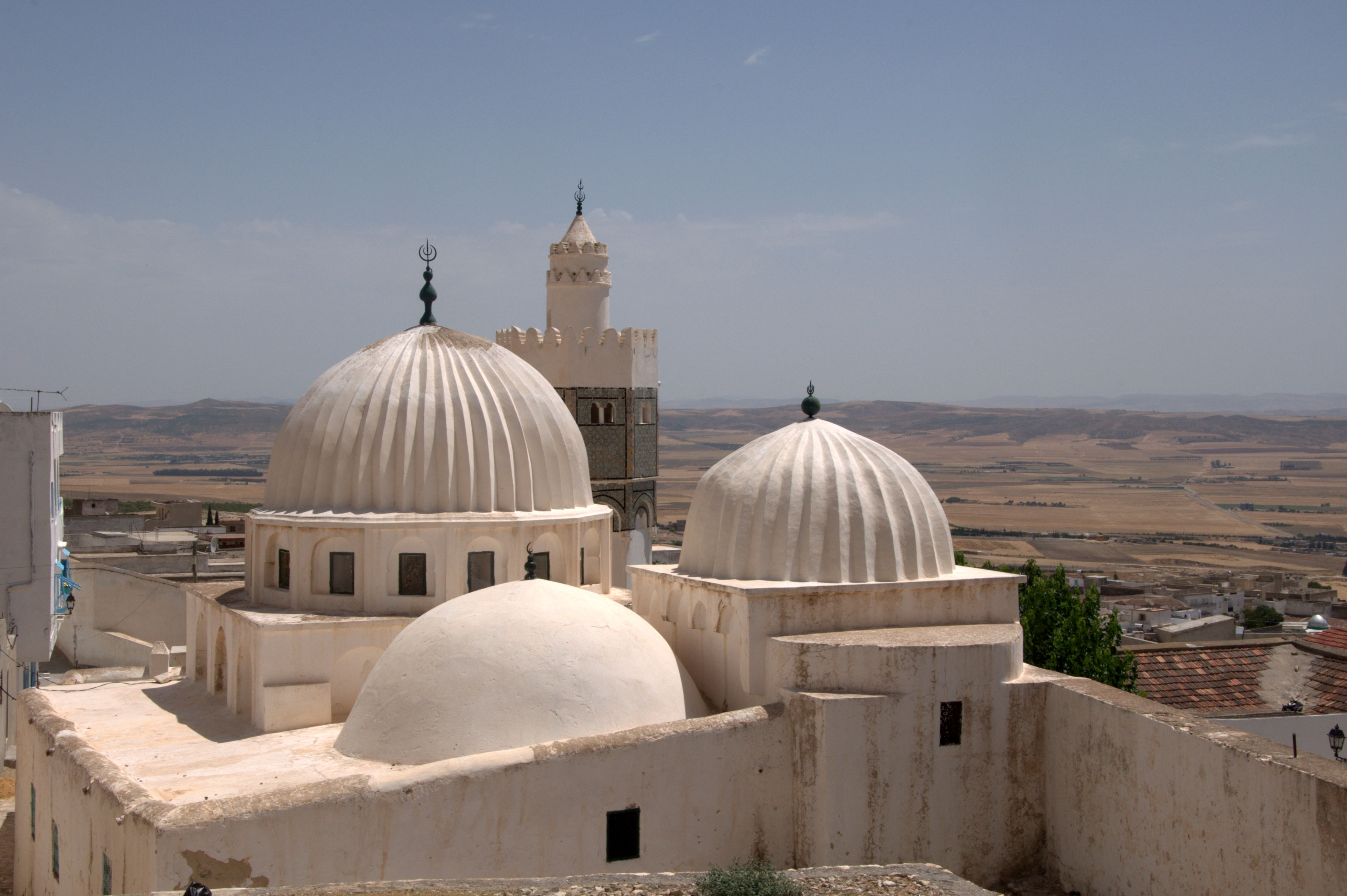
Coupoles du mausolée Sidi Bou Makhlouf.

Le mausolée Sidi Bou Makhlouf (arabe : زاوية سيدي عبد الله بو مخلوف) est une zaouïa tunisienne construite au pied des remparts de la kasbah de la ville du Kef au XVIIe siècle.
Elle abrite depuis plus de deux siècles la sépulture de Sidi Bou Makhlouf, pieux personnage considéré comme le saint patron de la ville.
Le monument, tel qu'il se présente de nos jours, est le fruit de plusieurs étapes de construction. Le noyau primitif, comprenant un simple sanctuaire à ciel ouvert (khaloua) date du XVIIe siècle. Au cours du XVIIIe siècle, la pièce qui abrite la tombe du saint, dont l'édifice porte le nom, est construite et couverte d'une coupole. Par la suite, une autre salle également surmontée d'une coupole est ajoutée vers 1827. Le bâtiment s'agrandit encore vers 1835 avec l'adjonction d'une grande salle, d'une cour et d'un minaret ; c'est à cette époque que l'entrée est établie du côté méridional. Les dernières améliorations, apportées au début du XXe siècle, consistent dans l'ajout d'une deuxième cour du côté sud ainsi que dans le réaménagement de la porte d'entrée.    
Le mausolée est encore le lieu de réunion de la confrérie Aïssawa fondée à Meknès au XVIe siècle et qui a été très importante dans la région. L'édifice a longtemps été l'ancien conservatoire de la musique traditionnelle, en particulier du malouf, mais aussi des chants soufis et maraboutiques, des chansons keffoises, etc.
L'ensemble du monument est entièrement restauré en 1966.